# La Légende de Despereaux
Pour plus de détails, voir Fiche technique et Distribution.
La Légende de Despereaux ou Le Conte de Despereaux au Québec (titre original : The Tale of Despereaux) est un film d'animation américano-britannique réalisé par Sam Fell et Robert Stevenhagen, sorti en 2008.
Ce film, mettant en vedette Matthew Broderick, Dustin Hoffman, Tracey Ullman et Emma Watson, est basé sur le livre du même nom. Il est sorti le 19 décembre 2008 aux États-Unis et a été distribué par Universal Studio.

## Synopsis
Il était une fois un royaume enchanté de Dor, peuplé de gens éternellement heureux, dont le plus grand plaisir était de déguster la soupe la plus succulente du monde durant la journée annuelle de la soupe royale, le marin Pietro et son compagnon de rat Roscuro arrivent à Dor. Le chef André, le maestro culinaire du royaume, prépare ses délicieuses créations avec l'aide de Arcimboldo, un génie culinaire magique résidant dans ses ingredient et sa casserole. Cependant, la curiosité de Roscuro le conduit à la salle de banquet royale, où il plongâ accidentelle dans la soupe de la reine Rosemary déclenche une crise cardiaque en le voyant. Découragé par la tournure tragique des événements, Roscuro découvre que Pietro l'a laissé derrière lui pour se débrouiller seul dans les oubliettes du château. Roscuro trouve refuge auprès de Botticelli Remorso, le chef de la population de rats de Dor. Cependant, il a du mal à s'adapter à leur culture guerrière et a leur nutrition. Pendant ce temps, le Roi à jamais inconsolable, interdit tout ce qui concerne la soupe et déclare que les rats sont illégaux. Cette interdiction empêche non seulement André de faire sa soupe bien-aimée, mais chasse également Boldo. Dor, dépourvu de la soupe qui donne vie, s'estompe lentement dans la pauvreté et le désespoir. La fille du roi, la Princesse Petit Pois, se languissait, ainsi que le bon peuple, soudain privé de soupe.
Dans un village de souris à l'intérieur d'une salle de stockage de cuisine abandonnée, Despereaux Tilling est né. Le nouveau-né Despereaux se distingue par sa famille pour ses grandes oreilles et par sa bravoure et ses ambitions démesurées. En grandissant, il est clair qu'il est différent des autres souris ; il n’est pas aussi peureux et timide, ce qui énerve les autres souris autour de lui. Dans un effort pour lui apprendre à être une "souris appropriée", son frère Furlough l'emmène à la bibliothèque royale pour lui montrer comment mâcher des livres, mais Despereaux est plus intéressé à les lire, devenant fasciné par leurs histoires où il s’imagine être un chevalier, ferraillant contre d'horribles dragons et sauvant de belles princesses en détresse. Un jour, Despereaux rencontre la princesse, promettant de terminer l'histoire d'une princesse piégée et de lui dire comment elle se termine. En découvrant que Despereaux a violé la loi en parlant à un humain, ses parents, Lester et Antoinette, le remettent au conseil de la souris pour éviter le blâme.
Le conseil bannit Despereaux pour le crime d'avoir refusé leurs société craintive, soumise et conformiste. La souris aveugle nommée Hovis le maître du fil, descend Despereaux dans les oubliette par fil, où il est présumé mort par le reste des souris. Dans les oubliettes, Despereaux raconte l'histoire de la princesse au geôlier, Gregory, qui arrête d'écouter et le laisse seul. Despereaux est capturé par les rats et jeté dans leur arène pour le jeter en pâture a un chat de gouttière. Alors que Despereaux est sur le point d'être mangé, Roscuro lui sauve la vie en demandant à Botticelli de lui donner Despereaux sous prétexte de le manger, en fessants semblant d’avoir céder aux lois des rats d'égout.
Ayant été incapable de s'adapter à être un rat d'égout, Roscuro est désespéré d'entendre parler du monde extérieur. Les deux deviennent amis, comme chaque jour, Despereaux lui raconte des histoires de la princesse et de sa tristesse. Souhaitant faire amende honorable pour les problèmes qu'il a causés, Roscuro se faufile dans la chambre de princesse et essaie de s'excuser auprès d'elle, mais elle prend de panique en le reconnaissant comme le meurtrier de sa mère, et les gardes se mettent à le pourchasser. Blessé par cela, Roscuro jure de se venger. Il decide de se servir de servante malentendante Mig, qui aspire à être une princesse, il l’a convainc d'évincer princesse pour réaliser son rêve. Après que Mig enleve la princesse et l’emmène dans les oubliettes des rats, mais Migs se fait doubler par Roscuro qui l'enferme dans une cellule.
Pendant ce temps, Despereaux découvre que la princesse est en danger, et il essaie d’avertir le roi, qui est trop déprimé pour écouter. Despereaux essaie d'obtenir de l'aide ailleurs ; il retourne a son village pour trouver de l’aide, mais ils ont peur de sa présence car il est tombé dans la farine, alors ils le confondent avec un fantôme, il sonne la cloche de la ville pour prouver sa survie, mais personne ne vient toujours à son aide. André entend la cloche, lui rappelant le temps où il a fessait de la soupe, et, ayant eu assez de la loi, se remet à faire de la soupe, ce qui ramène Boldo. Despereaux essaie d'obtenir l'aide d'André et de Boldo, avec un succès limité car André est distrait par un orage qui a été causé par l'odeur de la soupe libérée, Boldo accepte et ramène Despereaux dans les oubliettes. En chemin, ils sont attaqués par des rats ; Boldo se sacrifie pour permettre à Despereaux d'atteindre l'arène.
Dans l'arène, Roscuro ressent de la culpabilité en voyant la princesse attachée et prêt à se faire manger, il refuse de lancer le signal mais un Botticelli y parvient, lançant les rats affamés contre la princesse. Despereaux libère le chat pour chasser certains des rats et combat les autres. Botticelli capture Despereaux, mais les nuages de la pluie se disperse et la lumière du soleil se reflète grâce au médaillon de la princesse que Despereaux avait perdu, cela éblouis les rats d'égout photophobes. Roscuro sauve Despereaux en utilisant l'un des projecteurs de l'arène pour diriger la lumière du soleil vers Botticelli, l'envoyant tomber dans l'arène, où le chat le poursuit dans sa cage ; la princesse les ferme tous les deux avec son pieds, laissant Botticelli se faire manger pendant que le reste des rats d'égout s'enfuient dans l'ombre.
Roscuro et la princesse s’excuse mutuellement pour leur comportement. Par la suite, Mig retrouve Gregory, qui s'avère être son père perdu depuis longtemps, et ils retournent ensemble à leur ferme. Pendant ce temps, le roi surmonte enfin son chagrin, réinstaure la soupe et autorise les rats à revenir dans le royaume ; il cesse de pleuvoir et le soleil se lève sur Dor ; Roscuro reprend la mer ; Despereaux, qui a également inspiré les souris à être courageuses comme lui, part en voyage pour voir le monde.

## Fiche technique
- Titre : La Légende de Despereaux
- Titre original : The Tale of Despereaux
- Musique : William Ross
- Production : Gary Ross, Allison Thomas, Tracy Shaw et Laia Alomar
- Société de distribution : Universal Pictures
- Budget : 60 millions de dollars[1]
- Langue : anglais
- Durée : 93 minutes
- Dates de sortie : 
  - États-Unis : 19 décembre 2008
  - France : 11 février 2009
- Dates de sortie DVD : 
  - États-Unis : 7 avril 2009
  - France : 25 août 2009

## Distribution

### Voix originales
- Matthew Broderick : Despereaux
- Dustin Hoffman : Roscuro
- Emma Watson : Princesse Pea
- Tracey Ullman : Mig
- Kevin Kline : Chef André
- Stanley Tucci : Arcimboldo "Boldo"
- William H. Macy : Lester
- Frances Conroy : Antoinette
- Tony Hale : Furlough
- Robbie Coltrane : Gregory
- Ciaran Hinds : Botticelli Remorso
- Christopher Lloyd : Hovis
- Frank Langella : Grand Maître
- Richard Jenkins : Directeur
- Charles Shaughnessy : Pietro
- Bronson Pinchot : Crieur publique
- Sam Fell : Ned/Smudge
- Daniel Riordan : Docteur
- McNally Sagal : Enseignante
- Patricia Cullen : Reine
- Jane Karen : Louise
- Sigourney Weaver : la Narratrice

### Voix françaises
- Alexis Tomassian : Desperaux Tilling
- Valentin Maupin : Despereaux Tilling (enfant)
- Jérôme Pauwels : Roscuro
- Lily Rubens : la princesse Pea
- Marie-Christine Robert : Mig
- Dominique Collignon-Maurin : Chef André
- Matthieu Buscatto : Arcimboldo dit "Boldo"
- Gilbert Lévy : Lester Tilling
- Anne Plumet : Antoinette Tilling
- Christophe Lemoine : Furlough Tilling
- Maël Payet : Furlough Tilling (enfant)
- Patrick Messe : Gregory le geôlier
- Patrick Osmond : Botticelli Remorso
- Marc Cassot : Hovis
- Bernard Dhéran : Grand Maître
- Stéphane Roux-Weiss : Pietro
- André Dussollier : le Narrateur

Source : Générique de fin

### Voix québécoises
- Joël Legendre : Despereaux
- Ludivine Labrège : Princesse Pea
- Guy Nadon : Roscuro
- Michèle Lituac : Miggery Sow
- Benoit Brière : Hovis
- Michel M. Lapointe : Lester
- Sébastien Dhavernas : André
- Jacques Lavallée : Boldo
- Patrick Baby : Gregory
- Denis Mercier : Botticelli
- François Sasseville : Furlough
- Élise Bertrand : Antoinette
- Vincent Davy : Maire

## Autour du film
- Emma Watson retrouve Robbie Coltrane dans ce film. Ils ont tous les deux joué dans la saga Harry Potter, en tant que Hermione Granger et Rubeus Hagrid.
- Le personnage d'Arcimboldo, entièrement composé de légumes, fait référence au peintre Giuseppe Arcimboldo, célèbre pour son tableau L'Été représentant un homme composé de légumes.